# Caradrina wullschlegeli
Caradrina wullschlegeli is een vlinder uit de familie uilen (Noctuidae). De wetenschappelijke naam is voor het eerst geldig gepubliceerd in 1903 door Pungeler.
De soort komt voor in Europa.